# 프로테로기리누스
프로테로기리누스(Proterogyrinus)는 고생대 석탄기 전기에 살았던 육식성 파충류이다. 속명은 그리스어로 '이전의 올챙이(Πρώην Γυρίνος)'를 의미한다.

## 발견

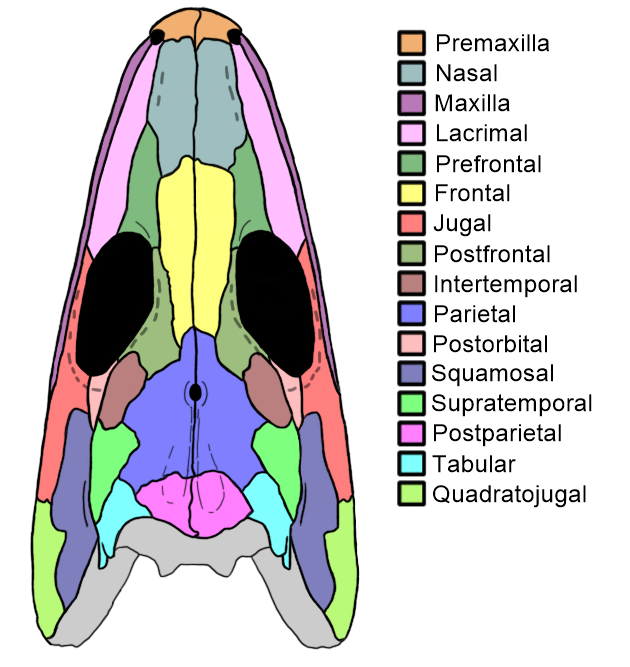
프로테로기리누스의 두개골을 부위별로 나눠 각각 다른 색들로 표시한 모습

프로테로기리누스의 화석은 영국 스코틀랜드와 미국 웨스트버지니아에서 발견되었다. 이후 1984년에 캐나다 고생물학자인 로버트 홈즈에 의해 포괄적으로 재기술되었다.

## 특징
프로테로기리누스는 발달된 다리와 짧은 목, 32개의 등추로 이루어진 비교적 짧은 몸통을 가지고 있었으며, 총 몸길이는 2.5 미터 (98 in) 정도였고 꼬리는 수영하기 좋도록 세로로 납작한 형태였다. 눈은 두개골의 높은 곳에 위치하여 프로테로기리누스가 수면 근처에서 활동적인 생활 방식을 가졌다는 추측을 뒷받침한다.